# Lepkościomierz Höpplera

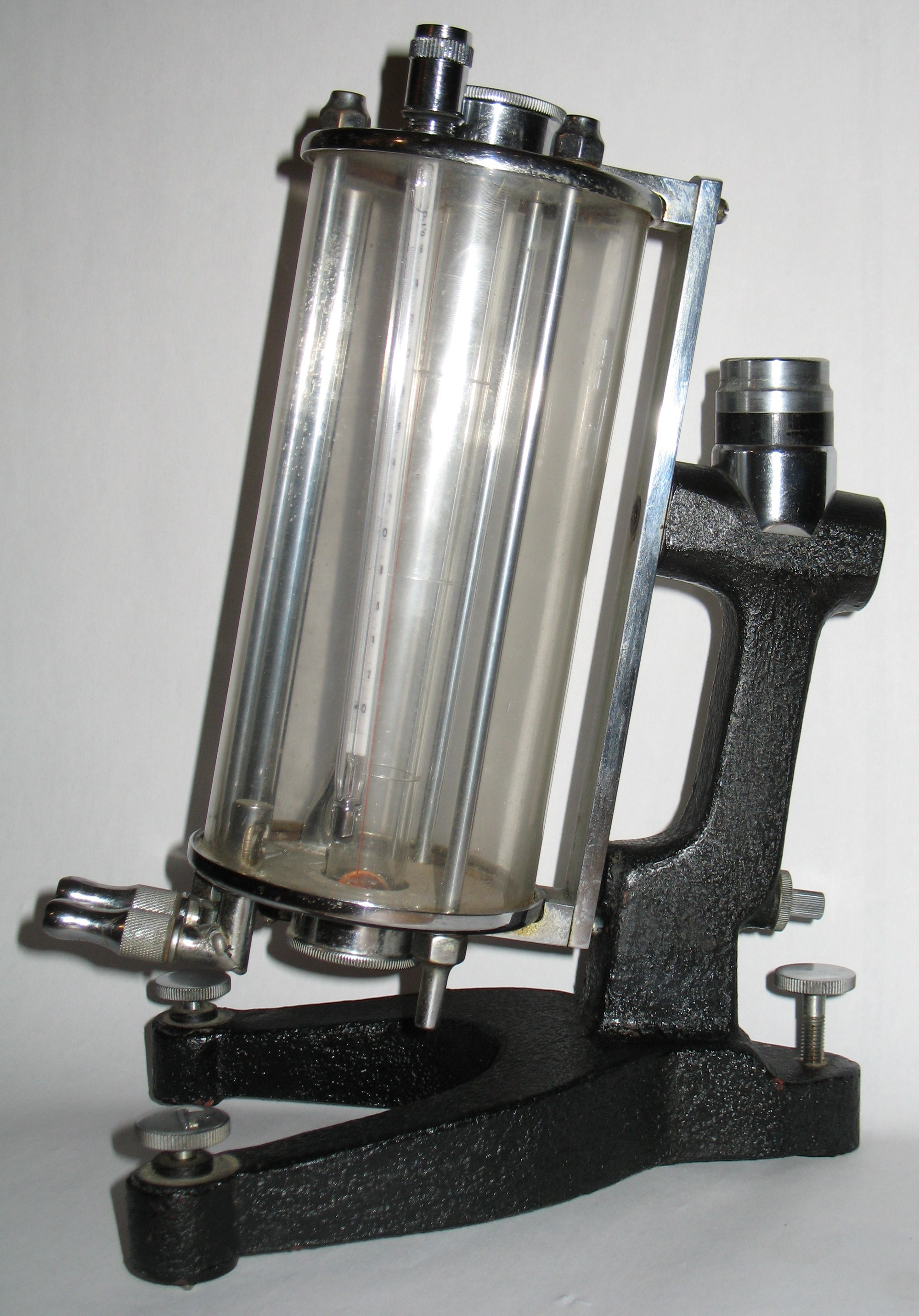
Lepkościomierz Höpplera. Zewnętrzne naczynie może być wypełnione wodą o określonej temperaturze w celu termostatowania przyrządu.

Lepkościomierz Höpplera, wiskozymetr Höpplera, konsystometr Höplera – lepkościomierz przepływowy, czyli reowiskozymetr. Jest to rodzaj wiskozymetru – przyrządu pomiarowego służącego do pomiaru lepkości dynamicznej cieczy. Wiskozymetr ten został skonstruowany przez niemieckiego chemika Fritza Höpplera.

## Budowa
Zbudowany jest z rurki wypełnionej badaną cieczą. W rurce umieszczona jest kulka. Jej średnica jest niewiele mniejsza od średnicy rurki, co zapewnia stosunkowo długi czas opadania kulki. Wydłużenie tego czasu ma na celu zwiększenie precyzji pomiaru. Rurka z badaną cieczą umieszczona jest w cylindrycznym płaszczu wodnym połączonym z termostatem. Umożliwia to badanie wpływu temperatury cieczy na wartość lepkości. Całość jest nachylona pod kątem ok. 10° do pionu, aby ustabilizować pozycję kulki względem rurki. Specjalne zawieszenie umożliwia obrót przyrządu o 180°, tak aby kulka, która opadła na dół, znów znalazła się w górze.
Do badania płynów o małej lepkości stosuje się zmodyfikowane urządzenie z kulkami o mniejszej gęstości (np. szklanymi) i o większym kącie odchylenia od pionu, do 40°, co wydłuża czas opadania kulki.

## Pomiar lepkości
Pomiar polega na wyznaczeniu czasu opadania kulki wewnątrz rurki pomiarowej wypełnionej badaną cieczą. Przy znanym promieniu, ustalonej gęstości kulki (zwykle kulka jest stalowa lub szklana) oraz gęstości analizowanej cieczy, czas opadania zależy tylko od lepkości badanej cieczy, co wynika z prawa Stokesa. Na rurce znajdują się nacięcia (w formie pierścieni), między którymi mierzy się czas ruchu kulki. Nie może to być czas pokonywania przez kulkę całej długości rurki, ponieważ na początku i na końcu jej ruch nie jest jednostajny (siły działające na kulkę nie równoważą się). Obrót przyrządu umożliwia wielokrotne powtarzanie pomiaru.
Ze względu na geometrię przyrządu, poza siłą wynikającą z prawa Stokesa, występuje jeszcze oddziaływanie ścianek rurki. W związku z tym ruch kulki jest złożoną kombinacją poślizgu i toczenia po ściance cylindra pomiarowego. Uwzględnienie oddziaływania ścianek prowadzi do skomplikowanego wyrażenia, którego znajomość nie jest jednak konieczna do wyznaczenia lepkości. Wystarczy skorzystać z faktu, że lepkość jest proporcjonalna do czasu opadania kulki i do różnicy pomiędzy gęstością materiału, z którego wykonana jest kulka, a gęstością badanej cieczy
{\displaystyle \eta =\mathrm {A} (\rho _{k}-\rho _{c})\cdot t}
gdzie:
{\displaystyle \rho _{k}} – gęstość materiału kulki,
{\displaystyle \rho _{c}} – gęstość badanej cieczy,
t – wyznaczany czas opadania kulki,
{\displaystyle \mathrm {A} } – stała aparaturowa zależna tylko od parametrów wiskozymetru, tj. średnicy rurki, kąta nachylenia i promienia kulki. Stała ta jest zazwyczaj podawana przez producenta sprzętu. Można ją też wyznaczyć doświadczalnie poprzez kalibrację wiskozymetru, używając cieczy o znanej lepkości.

## Zastosowanie
Wiskozymetr Höpplera jest jednym z najczęściej stosowanych wiskozymetrów. Znalazł zastosowanie w pomiarach laboratoryjnych i przemysłowych, w przemyśle chemicznym, farmaceutycznym, spożywczym oraz w przemyśle paliwowym.